# رابینسون آر-۶۶
رابینسون آر-۶۶ (به انگلیسی: Robinson R66) یکی از سه محصول شرکت رابینسون هلیکاپتر است. این بالگرد دارای ۵ صندلی و یک بخش جداگانه برای بار است. آر-۶۶ که درواقع یک توسعه از بالگرد آر-۴۴ می‌باشد، در مقایسه با آر-۴۴ دارای یک عدد موتور توربوشفت رولز-رویس آرآر۳۰۰، سرعت بیشتر و همچنین سواری نرم‌تری است. این بالگرد در سال ۲۰۱۰ میلادی گواهی ایمنی را از اداره هوانوردی فدرال ایالات متحده دریافت کرد.

## توسعه و طراحی

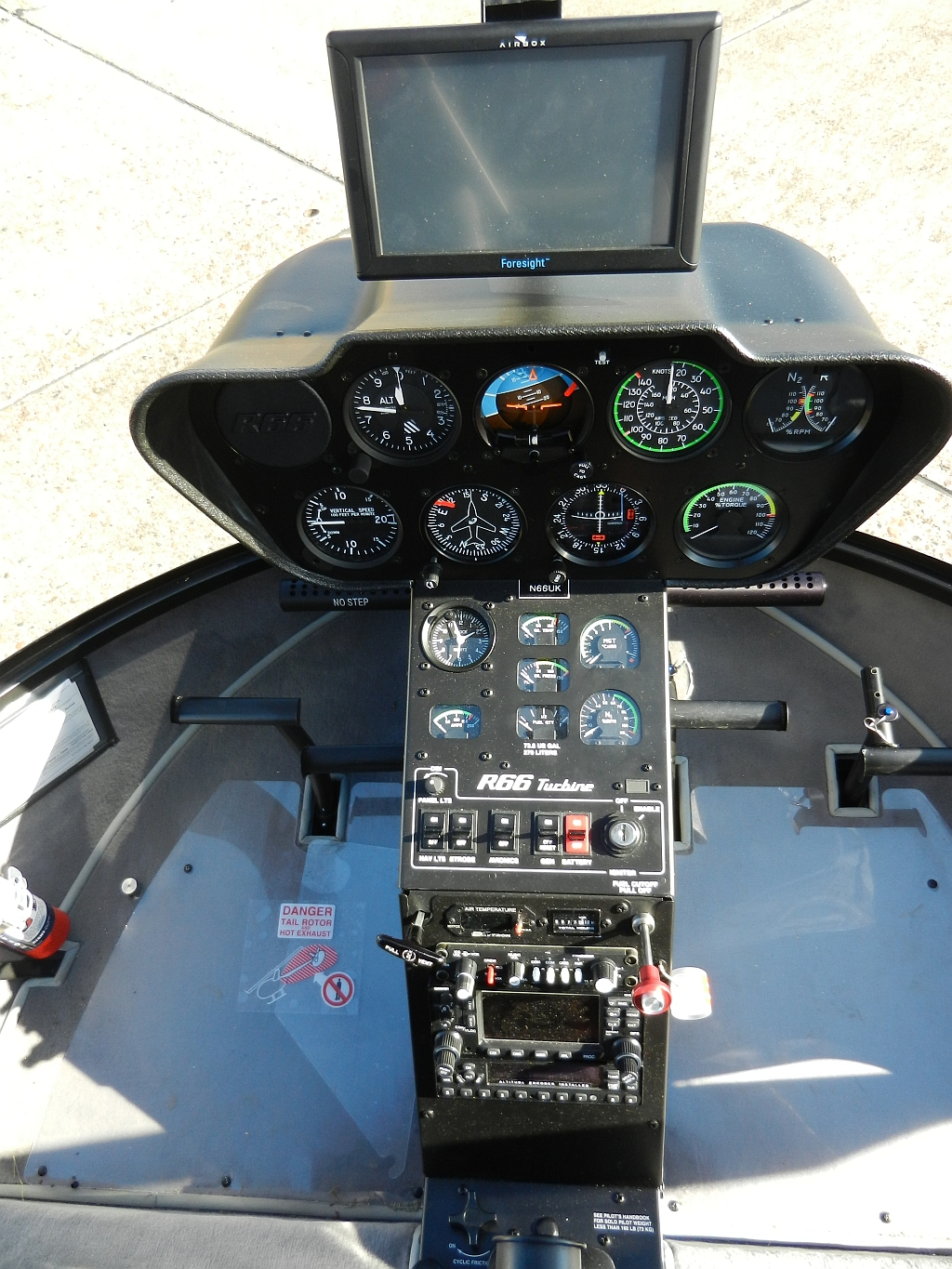
کابین آر-۶۶ معمولی (بدون نمایشگر)

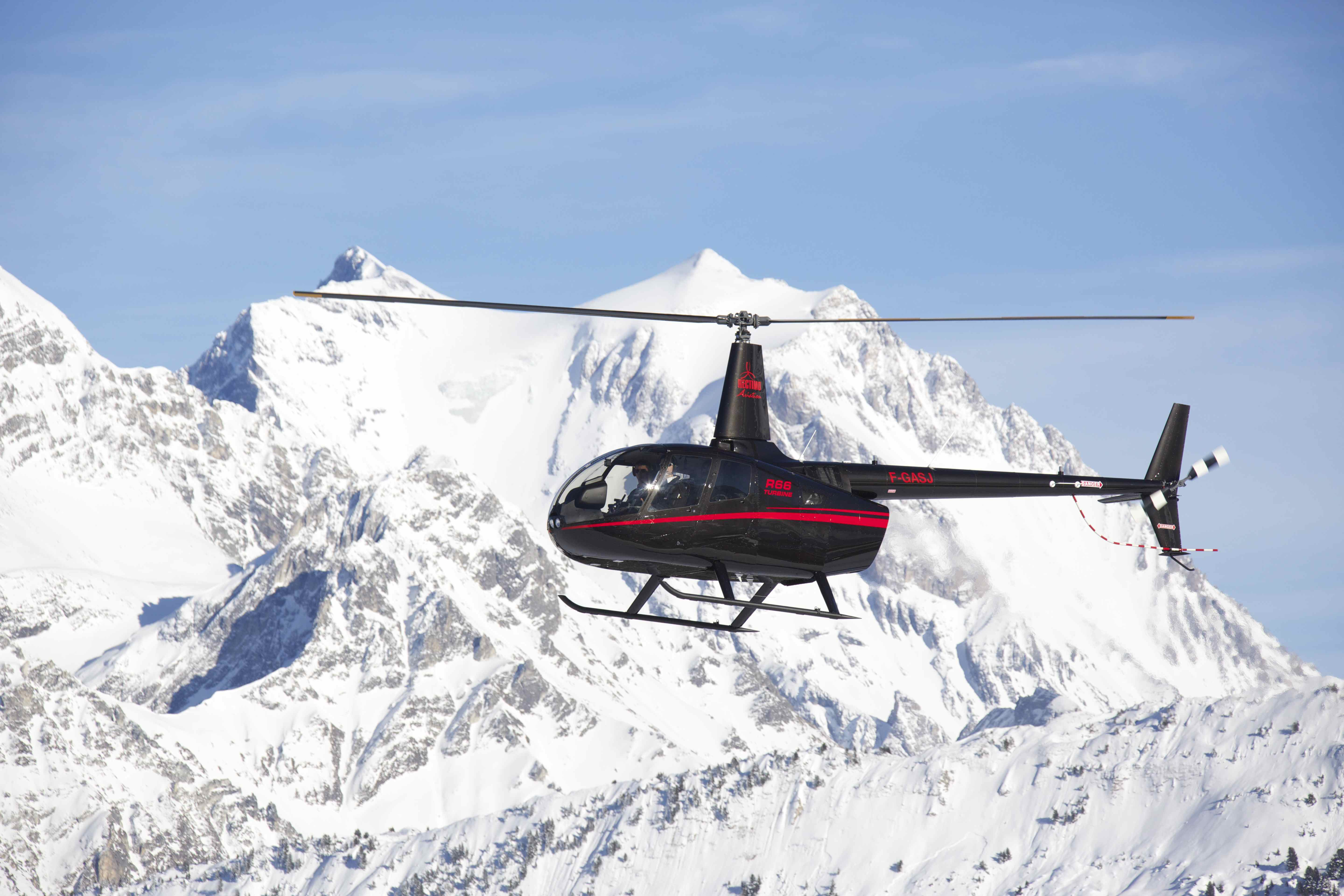

آر-۶۶ درواقع همان بالگرد آر-۴۴ است که با صندلی عقب سه‌تایی و موتور توربوشفت ساخته شده‌است. آر-۶۶ نخستین بالگرد توربوشفت از شرکت رابینسون است که با نیت رقابت با شرکتهای بل هلیکاپترز و ایرباس هلیکاپترز تولید شد. روسیه و کانادا در سال ۲۰۱۳ میلادی گواهی ایمنی را به این بالگرد دادند. و در سال ۲۰۱۴ نیز از اتحادیه اروپا و چین گواهی ایمنی دریافت کرد. در سال ۲۰۱۴ نسخهٔ دارای شناور نیز برای انجام آب‌نشینی تولید شد. در اوت سال ۲۰۲۰ میلادی، شرکت رابینسون هزارمین فروند از آر-۶۶ را فروخت.
آر-۶۶ دارای یک پروانه دوتیغه است و یک کابین با ظاهر آنالوگ دارد؛ البته کابین شیشه‌ای خلبان نیز بعنوان آپشن موجود است. این بالگرد نخستین محصول از شرکت رابینسون است که با صندوق بار تولید شده‌است. صندوق بار این این بالگرد ۱۳۰ لیتر گنجایش دارد. موتور توربوشفت آرآر-۳۰۰ بسیار باریک‌تر و کوچکتر از موتور پیستونی لایکومینگ ۵۴۰ است که در آر-۴۴ به کار می‌رود. موتور آرآر-۳۰۰ دارای یک عدد کمپرسور گریز از مرکز است که باعث می‌شود قیمت این موتور ارزان و دوام آن بیشتر باشد. این موتور در هر ساعت ۸۷ لیتر بنزین مصرف می‌کند.

## کاربران
این بالگرد ۱۰۰۰ فروند تولید شده که در اختیار شرکتهای آموزش خلبانی و ترابری بسیاری قرار دارد.
 نیجریه (نیروی هوایی)

## نگارخانه

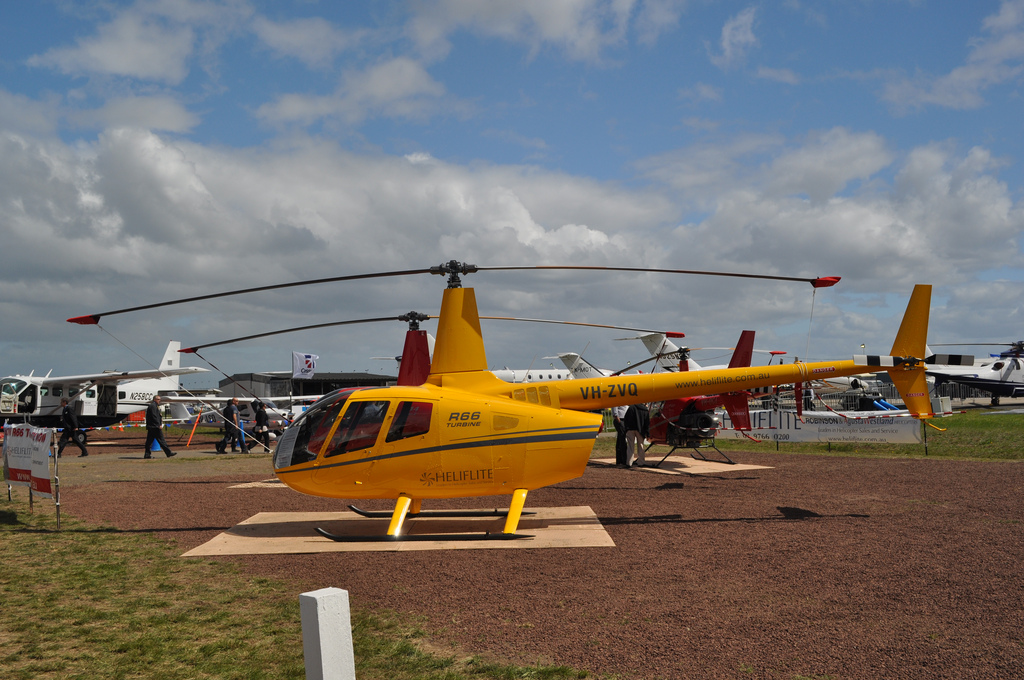
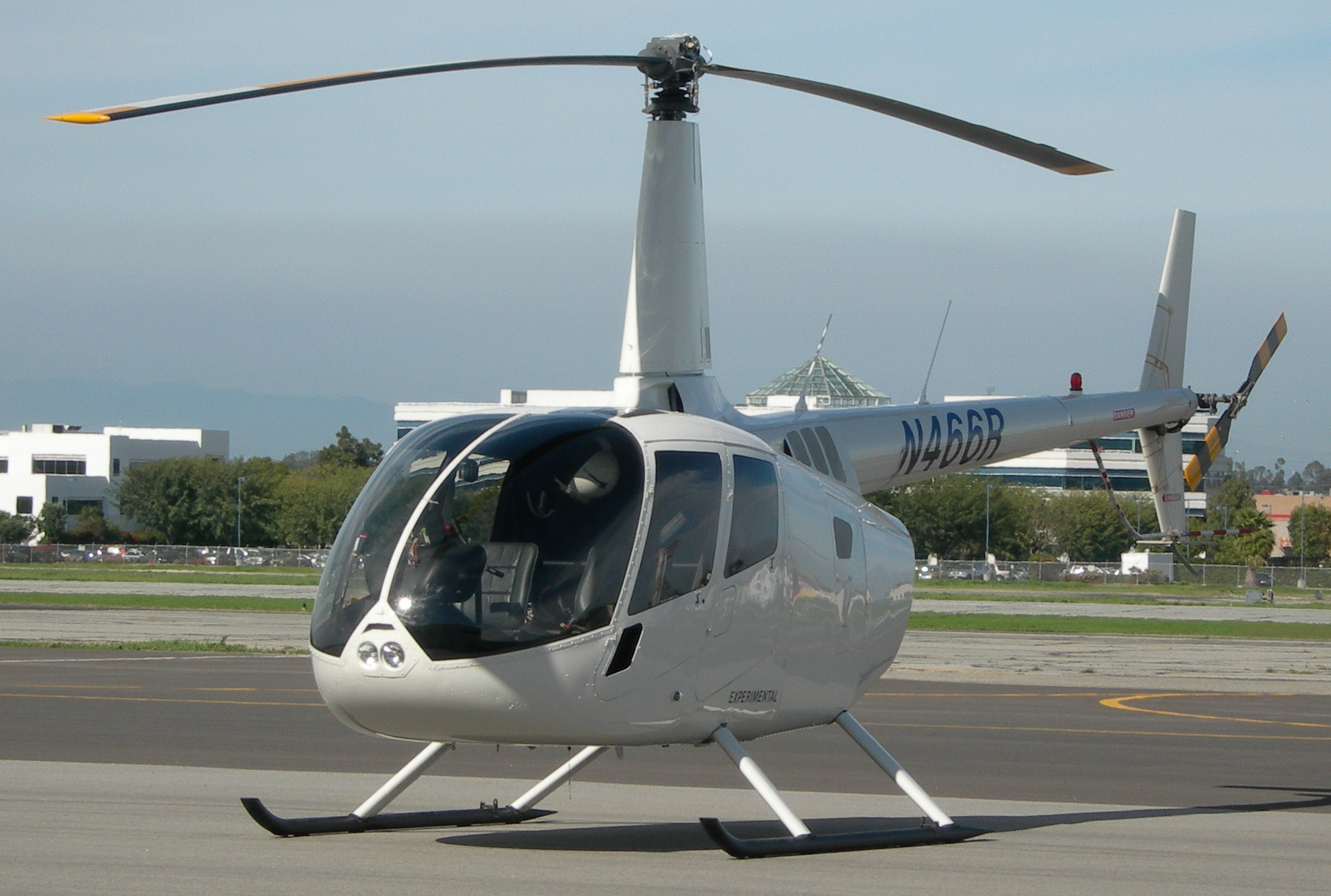
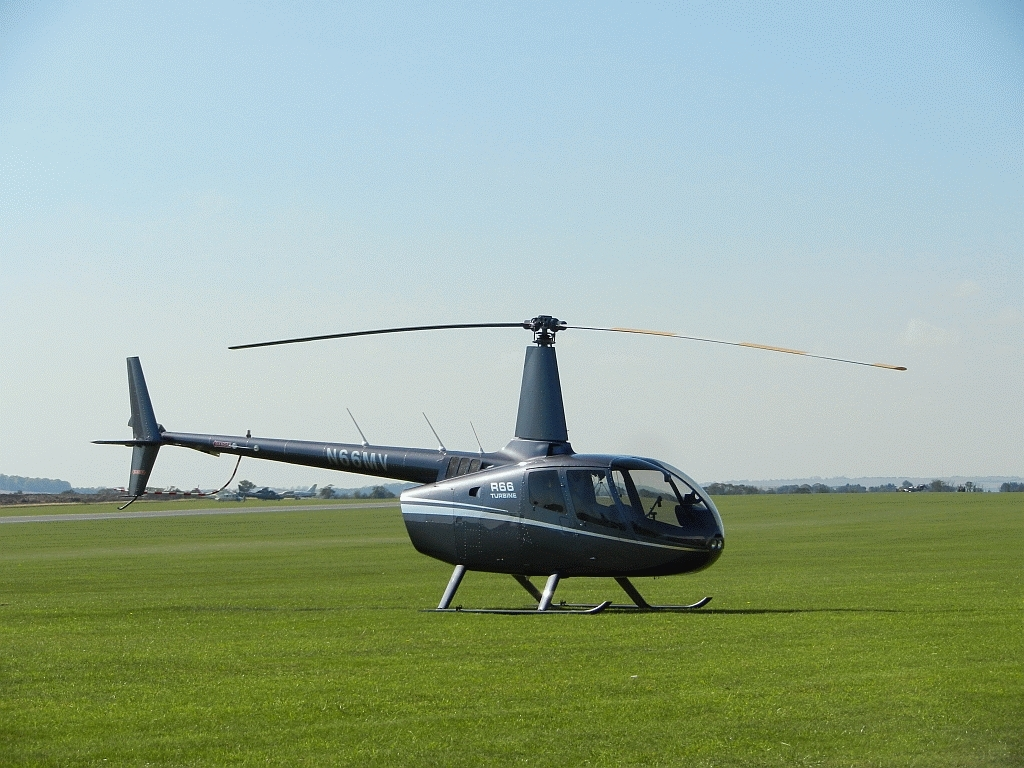
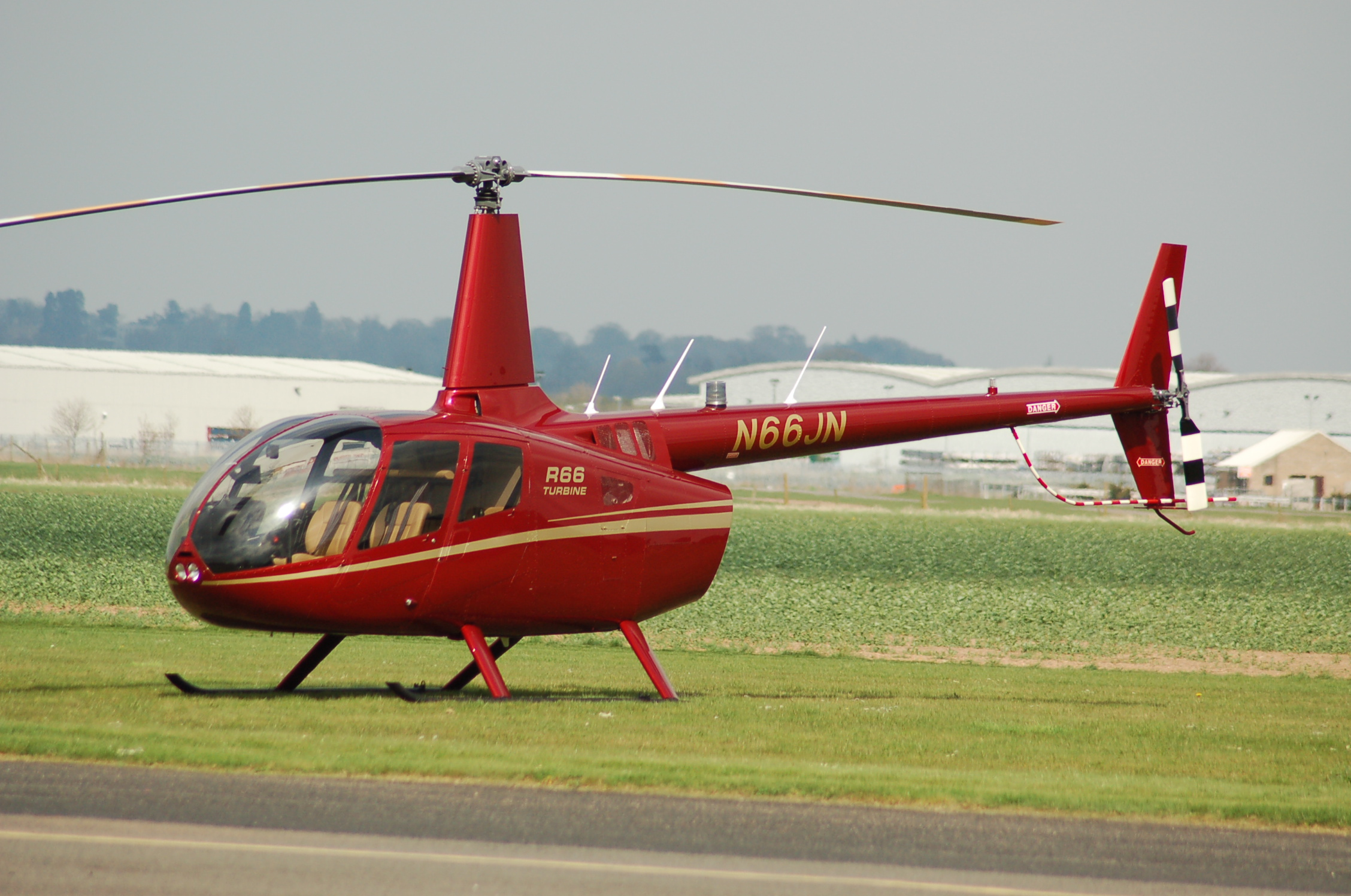
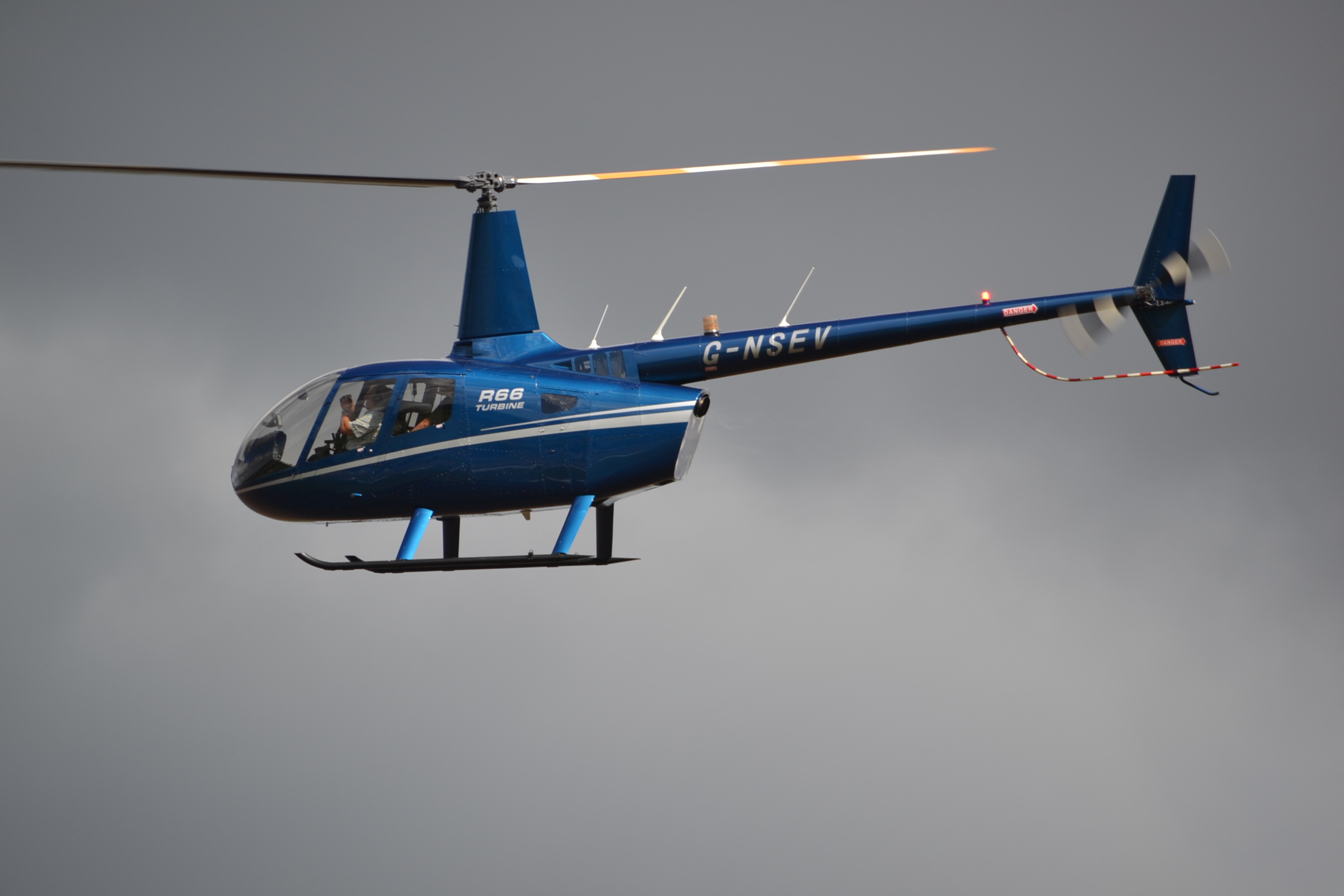
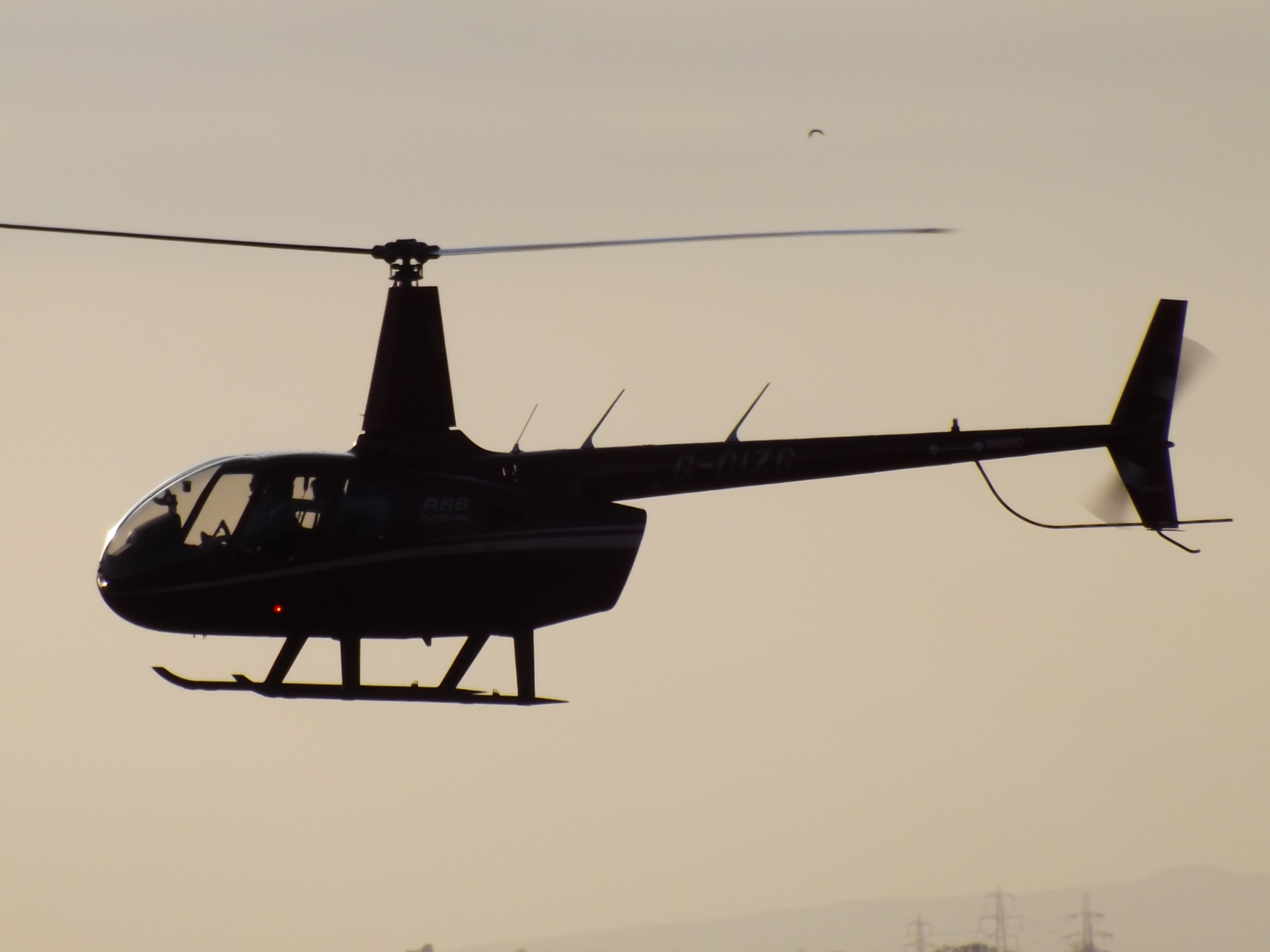
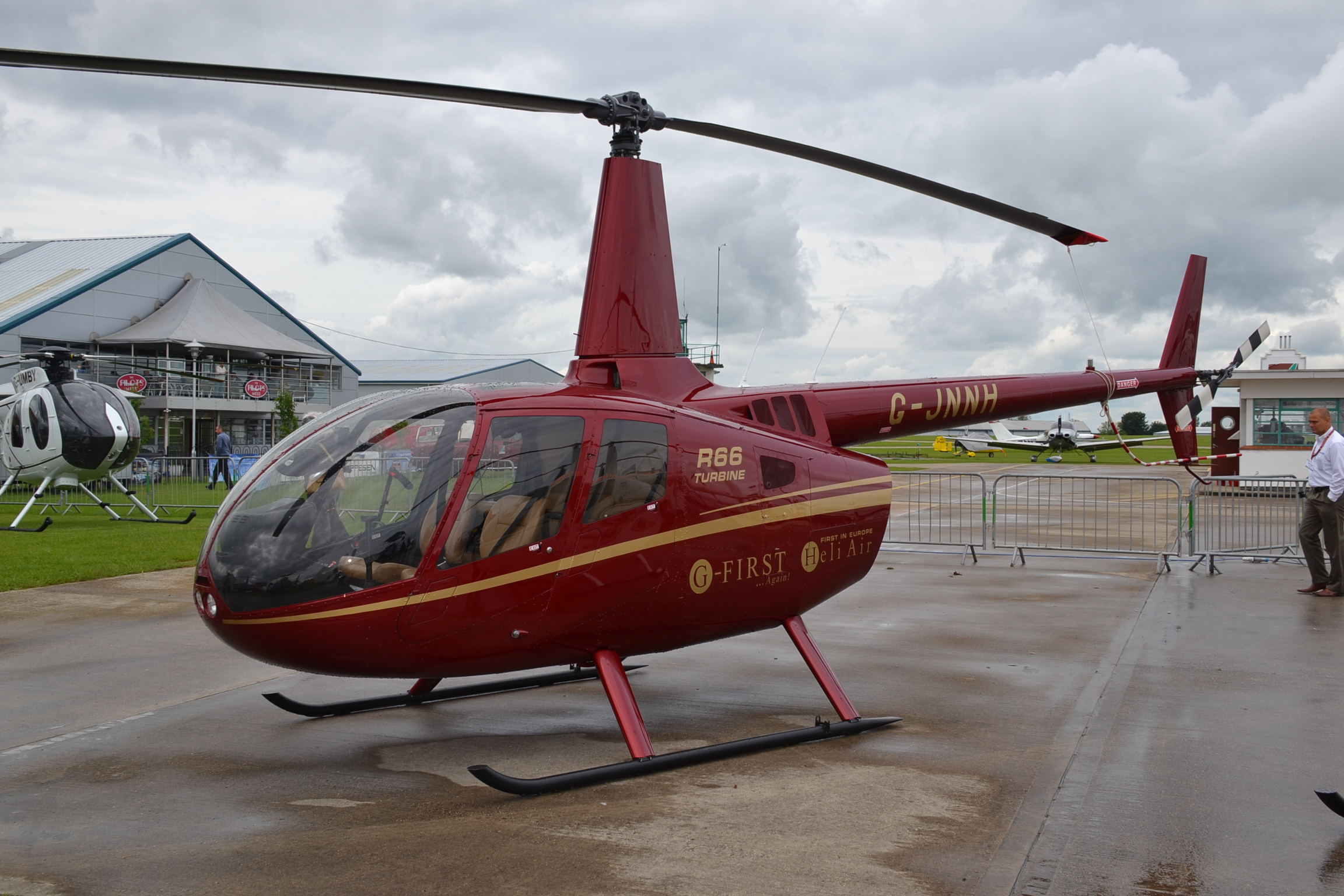
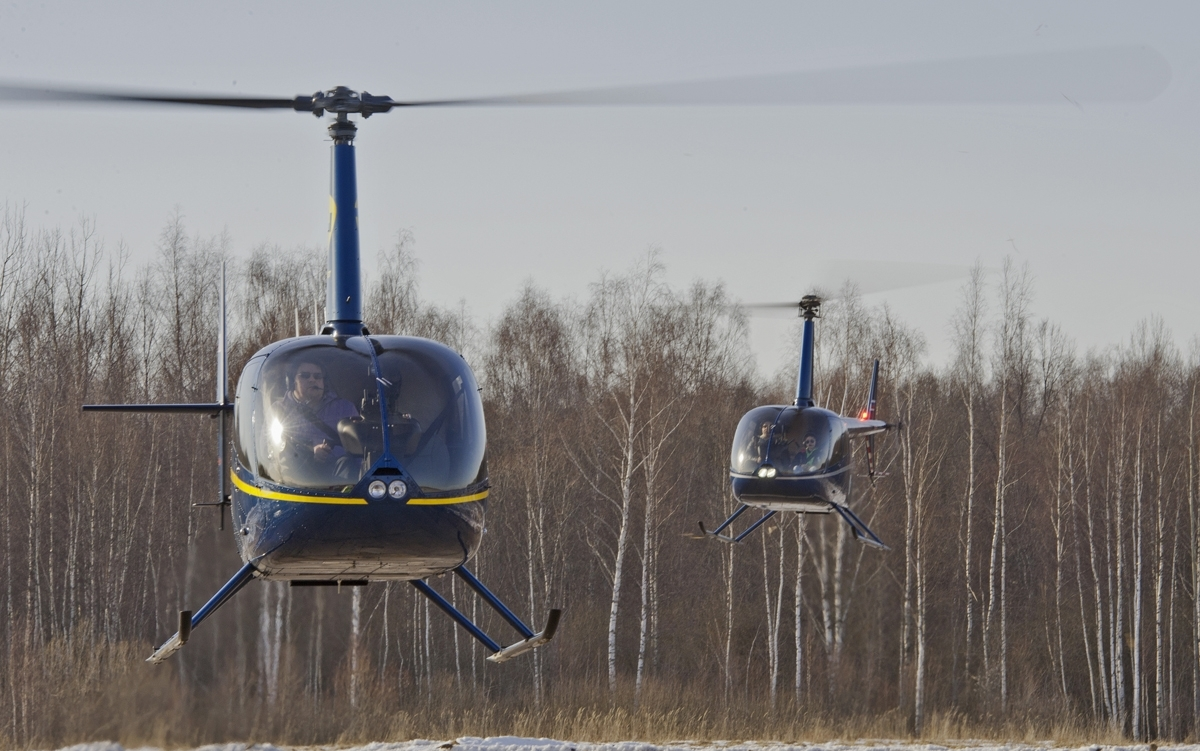
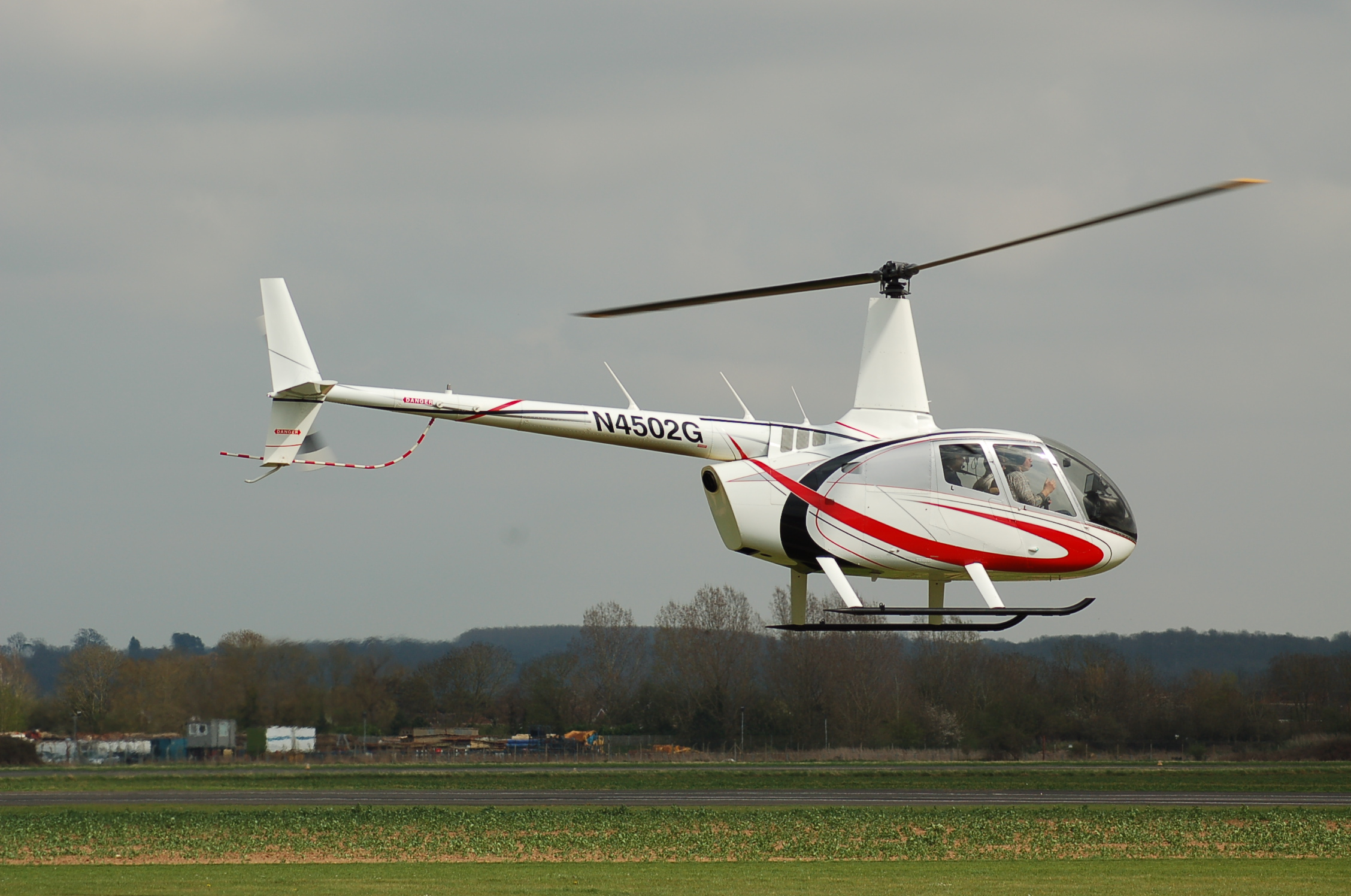
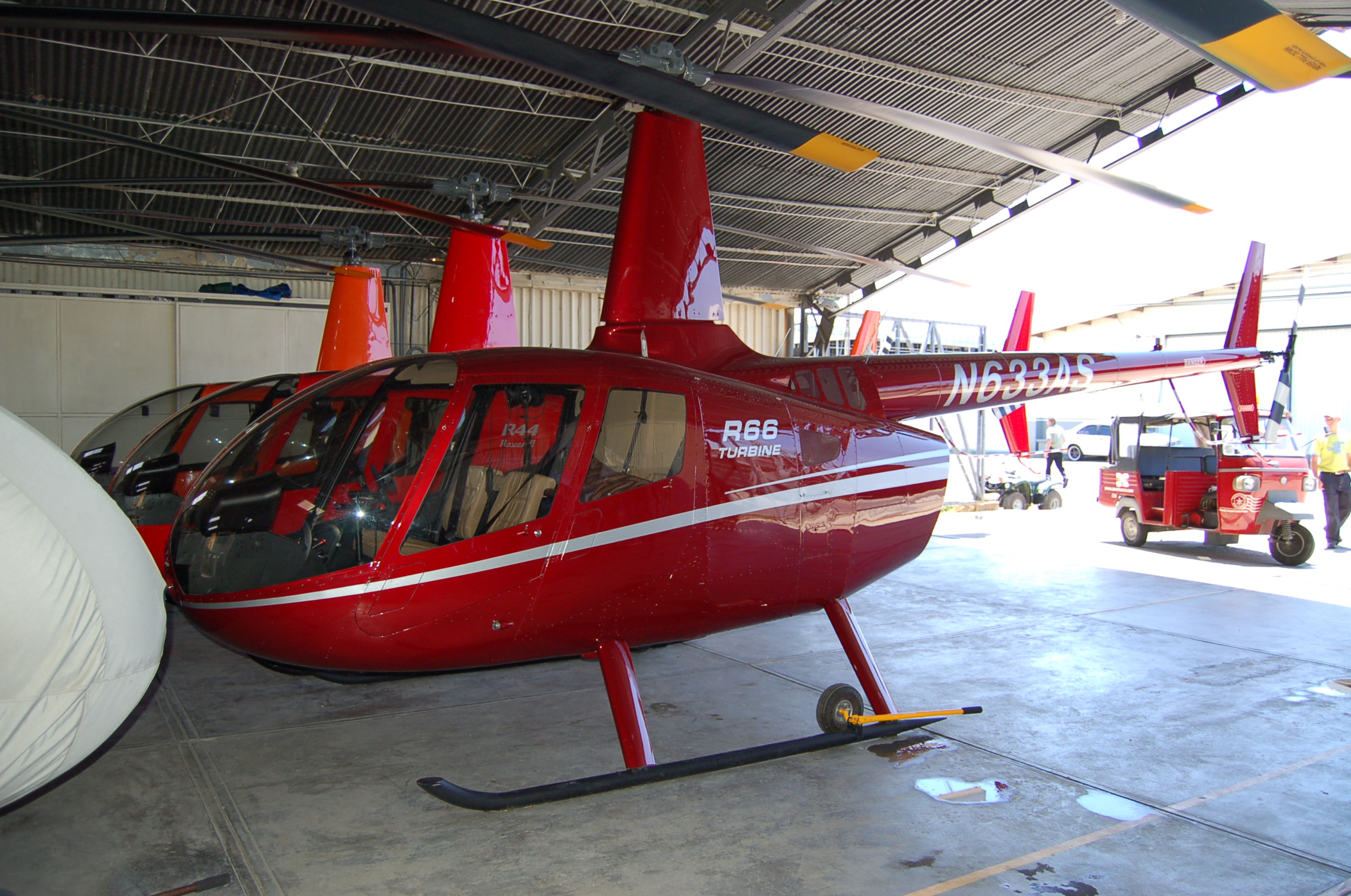
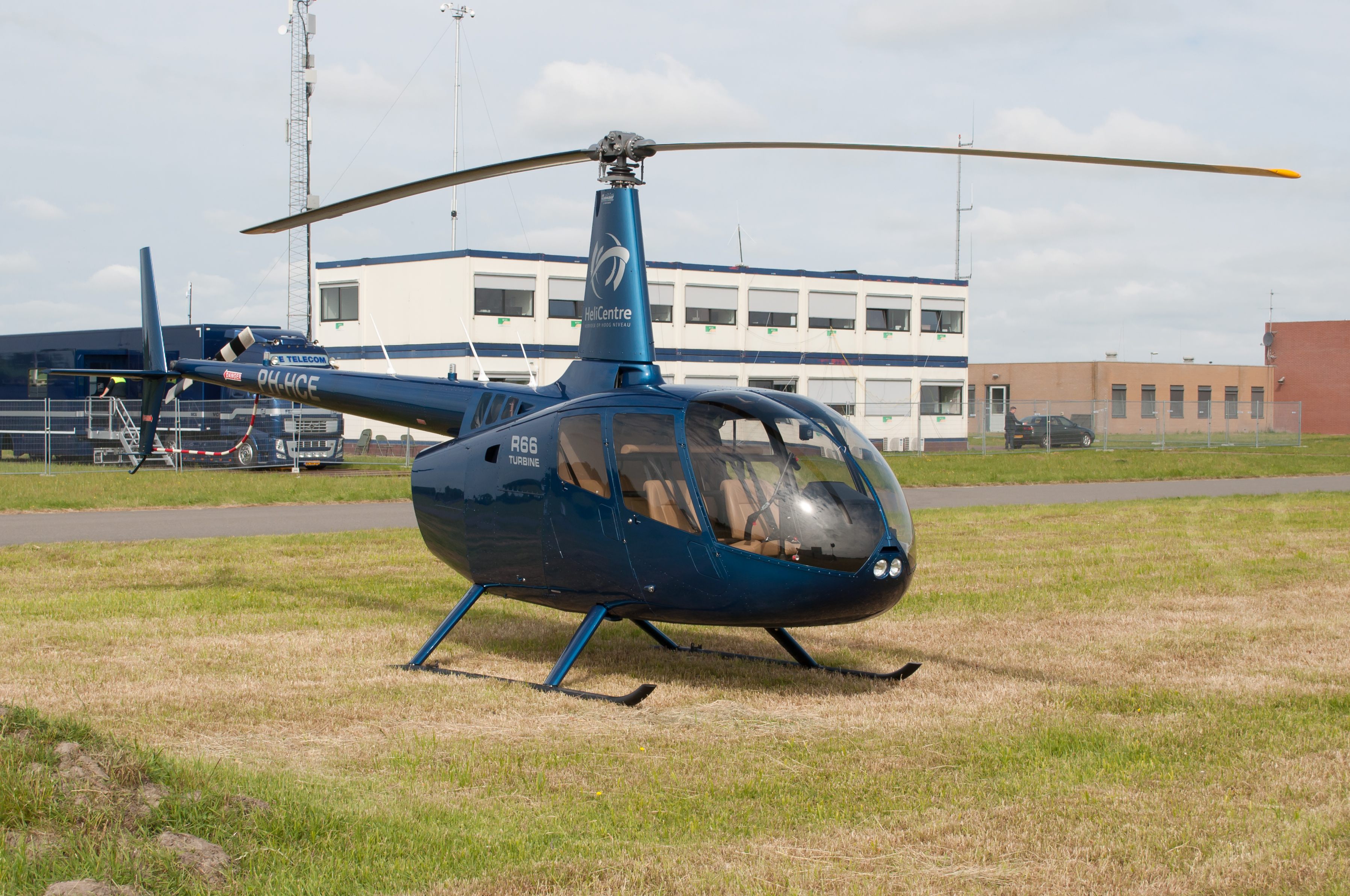
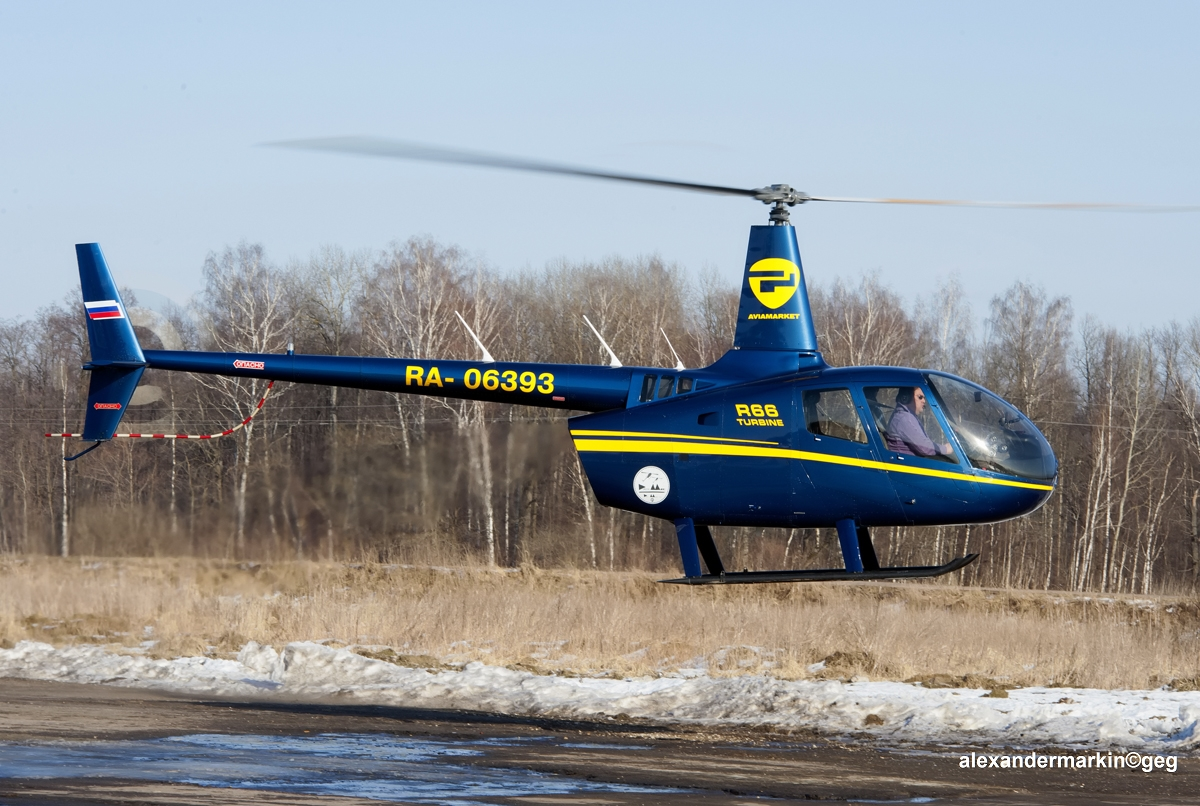
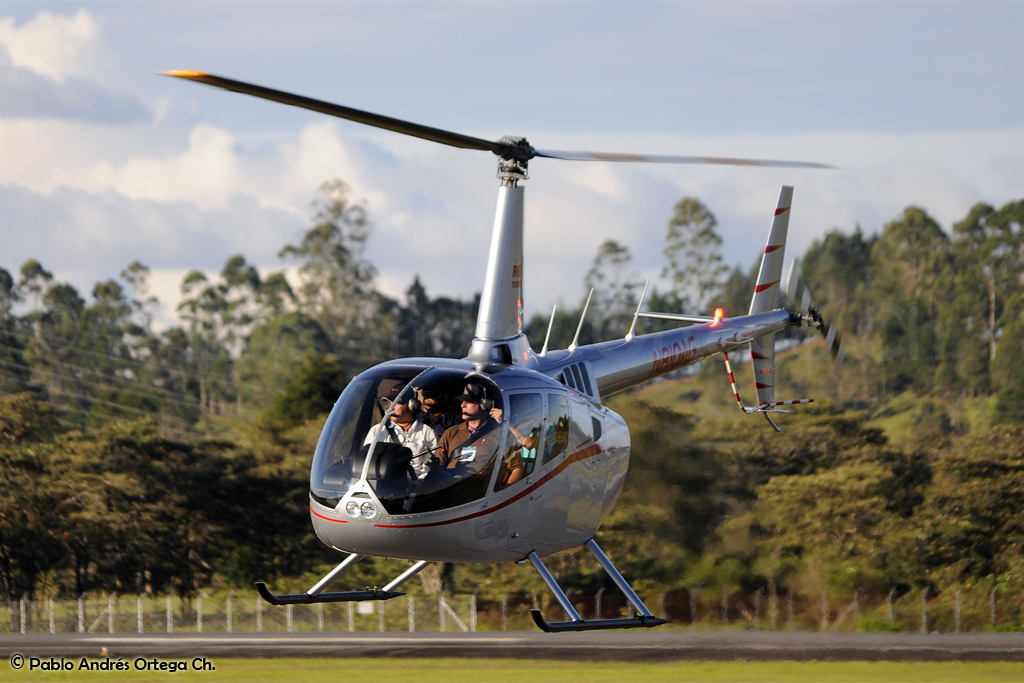
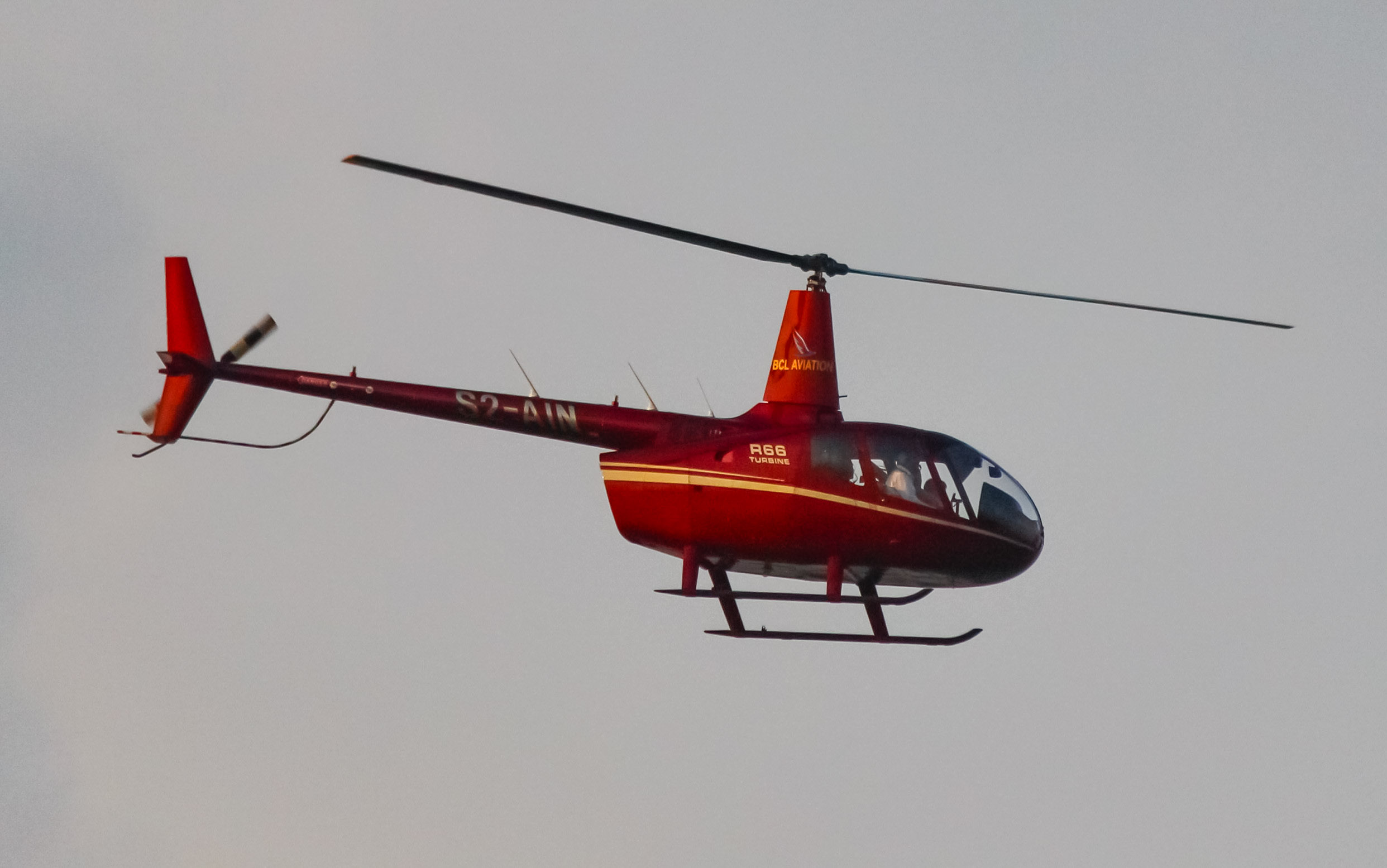
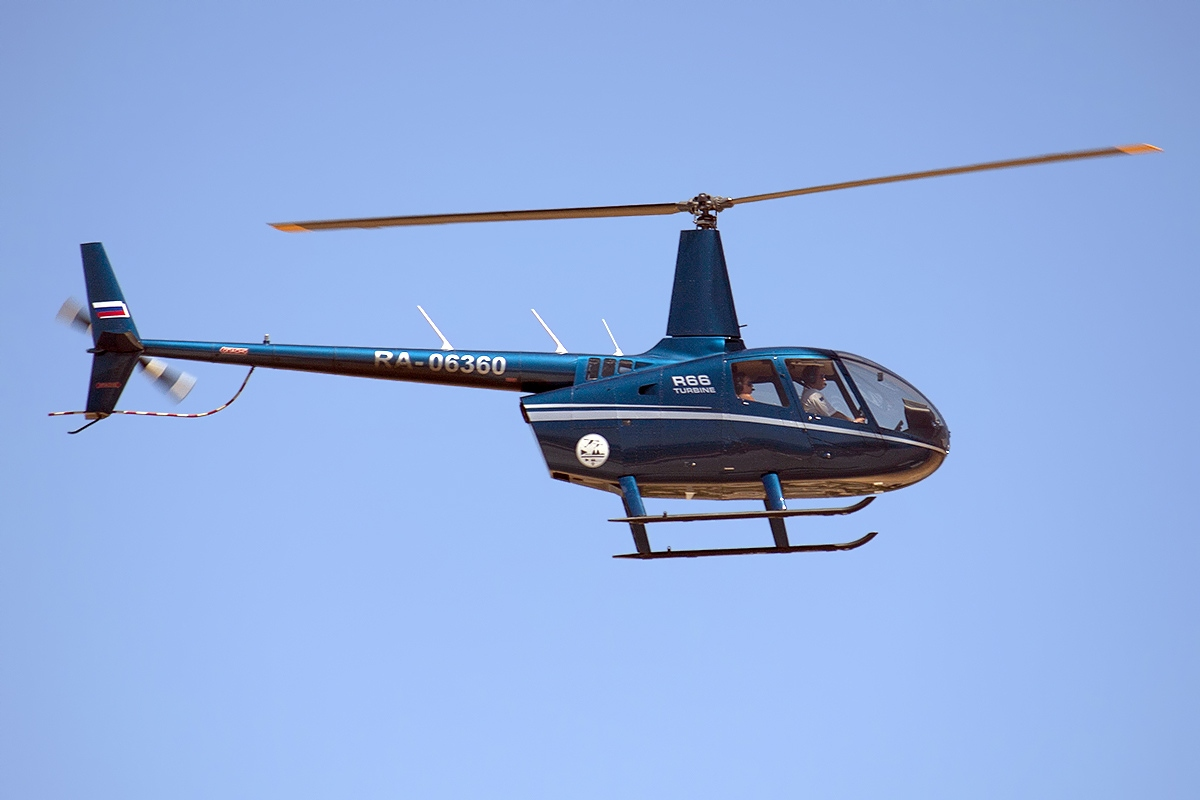
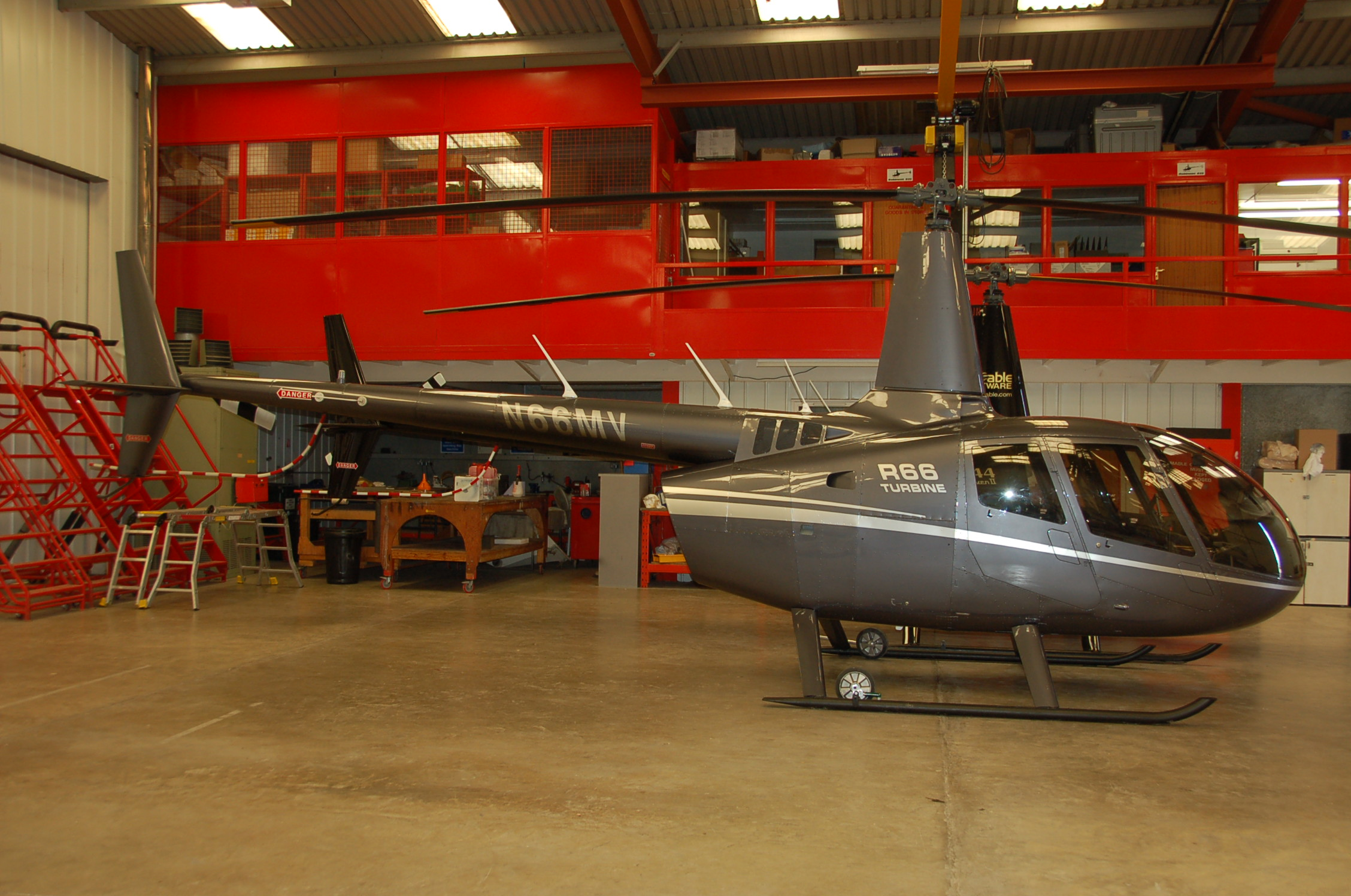

## Specifications
داده‌ها از Manufacturer
ویژگی‌های عمومی
- خدمه: ۱
- ظرفیت: ۴ سرنشین یا ۵۴۰ کیلوگرم بار
- طول: ۲۹ فوت ۶ اینچ (۸٫۹۹ متر)
- عرض: ۴ فوت ۱۰ اینچ (۱٫۴۷ متر)
- ارتفاع: ۱۱ فوت ۵ اینچ (۳٫۴۸ متر)
- وزن خالی: ۱٬۲۹۰ پوند (۵۸۵ کیلوگرم)
- وزن ناخالص: ۲٬۷۰۰ پوند (۱٬۲۲۵ کیلوگرم)
- ظرفیت سوخت: ۷۳٫۶ گالون آمریکایی (۲۷۹ لیتر)
- پیشرانه: ۱ عدد توربوشفت رولز-رویس آرآر۳۰۰, ۲۲۴ اسب بخار کوتاه (۱۶۷ کیلووات)   مداوم ۲۷۰ اسب بخار کوتاه (۲۰۰ کیلووات) برای برخاستن به مدت ۵ دقیقه
- قطر روتور اصلی:  ۳۳ فوت (۱۰ متر)
- Tail rotor Diameter: ۵ فوت (۱٫۵۲ متر)

عملکرد
- سرعت کروز: ۱۱۰ گره (۱۳۰ مایل بر ساعت، ۲۰۰ کیلومتر بر ساعت)
- بیشینه سرعت مجاز: ۱۴۰ گره (۱۶۰ مایل بر ساعت، ۲۶۰ کیلومتر بر ساعت)
- بُرد: ۳۵۰ مایل دریایی (۴۰۰ مایل، ۶۵۰ کیلومتر)
- حداکثر ارتفاع: ۱۴٬۰۰۰ فوت (۴٬۳۰۰ متر)
- نرخ صعود: ۱٬۰۰۰ فوت بر دقیقه (۵٫۱ متر بر ثانیه)
- Fuel Consumption: ۲۳ گالون آمریکایی (۸۷ لیتر) در هر ساعت[۱۴]